# 耶律定
耶律定（?—?），辽天祚帝耶律延禧的第五子，封为秦王。辽天祚帝因金兵入境而带耶律定西逃，天祚帝的堂叔耶律淳在南京析津府称帝，即北辽政权。耶律淳不久去世，命耶律定继位。但耶律定不在南京，所以由萧德妃摄政，直到金兵攻克南京。而耶律定也在青冢泺被金兵捕获。